# أزهر خان
أزهر خان (7 سبتمبر 1955 في باكستان - ) (بالأردوية: اظہر خان)‏ (بالإنجليزية: اظہر خان)‏ هو لاعب كريكت باكستاني. شارك مع منتخب باكستان للكريكت.

## وصلات خارجية
- أزهر خان على موقع إي آس بي آن كريك إنفو (الإنجليزية)